# Daphnopsis zamorensis
Daphnopsis zamorensis är en tibastväxtart som beskrevs av Domke. Daphnopsis zamorensis ingår i släktet Daphnopsis och familjen tibastväxter. Inga underarter finns listade i Catalogue of Life.